# Tallinn Trophy de 2016
Tallinn Trophy de 2016 foi a sexta edição do Tallinn Trophy, um evento anual de patinação artística no gelo e que fez parte do Challenger Series de 2016–17. A competição foi disputada entre os dias 20 de novembro e 27 de novembro, na cidade de Tallinn, Estônia.
Também foram disputados eventos de níveis júnior e noviço, porém não fazem parte do Challenger Series.

## Eventos
- Individual masculino
- Individual feminino
- Duplas
- Dança no gelo

## Medalhistas
| Evento                        | Ouro                                           | Prata                                        | Bronze                                             |
| Sênior                        |                                                |                                              |                                                    |
| Individual masculino detalhes | Roman Savosin · Rússia                         | Anton Shulepov · Rússia                      | Andrew Torgashev · Estados Unidos                  |
| Individual feminino detalhes  | Stanislava Konstantinova · Rússia              | Serafima Sakhanovich · Rússia                | Bradie Tennell · Estados Unidos                    |
| Duplas detalhes               | Alina Ustimkina · Nikita Volodin · Rússia      | Alisa Efimova · Alexander Korovin · Rússia   | Goda Butkutė · Nikita Ermolaev · Lituânia          |
| Dança no gelo detalhes        | Elena Ilinykh · Ruslan Zhiganshin · Rússia     | Isabella Tobias · Ilia Tkachenko · Israel    | Elliana Pogrebinsky · Alex Benoit · Estados Unidos |
| Júnior                        |                                                |                                              |                                                    |
| Individual masculino detalhes | Matyáš Bělohradský · República Tcheca          | Thomas Stoll · Alemanha                      | Nikita Starostin · Rússia                          |
| Individual feminino detalhes  | Alisa Fedichkina · Rússia                      | Elizaveta Nugumanova · Rússia                | Dahyun Ko · República Tcheca                       |
| Duplas detalhes               | Daria Kvartalova · Alexey Sviatchenko · Rússia | Hailey Kops · Artem Tsoglin · Israel         | nenhum                                             |
| Dança no gelo detalhes        | Anastasia Skoptsova · Kirill Aleshin · Rússia  | Ksenia Konkina · Grigorii Yakushev · Rússia  | Polina Ivanenko · Danil Karpov · Rússia            |
| Noviço avançado               |                                                |                                              |                                                    |
| Individual masculino detalhes | Chen Yudong · China                            | Fang Shuai · China                           | Andreas Nordeback · Suécia                         |
| Individual feminino detalhes  | Alena Kanysheva · Rússia                       | You Young · Coreia do Sul                    | Anna Kuzmenko · Rússia                             |
| Dança no gelo detalhes        | Julia Alieva · Mikhail Kaigorodtsev · Rússia   | Sofiia Aleksova · Maksemilian Dubov · Rússia | Aleksandra Samersova · Fedor Sharonov · Rússia     |

## Resultados

### Sênior

#### Individual masculino
| Pos.              | Nome                  | Nacionalidade  | Pontos | PC         | PL          |
| ----------------- | --------------------- | -------------- | ------ | ---------- | ----------- |
| Medalha de ouro   | Roman Savosin         | Rússia         | 218.06 | 71.39 (2)  | 146.67 (1)  |
| Medalha de prata  | Anton Shulepov        | Rússia         | 209.04 | 75.66 (1)  | 133.38 (3)  |
| Medalha de bronze | Andrew Torgashev      | Estados Unidos | 201.45 | 68.12 (4)  | 133.33 (4)  |
| 4                 | Pavel Vyugov          | Rússia         | 200.75 | 70.27 (3)  | 130.48 (5)  |
| 5                 | Maurizio Zandron      | Itália         | 198.12 | 62.90 (8)  | 135.22 (2)  |
| 6                 | Adrien Tesson         | França         | 189.32 | 66.31 (5)  | 123.01 (6)  |
| 7                 | Abzal Rakimgaliev     | Cazaquistão    | 185.64 | 64.27 (6)  | 121.37 (8)  |
| 8                 | Samuel Koppel         | Estônia        | 185.19 | 62.72 (9)  | 122.47 (7)  |
| 9                 | Larry Loupolover      | Azerbaijão     | 180.22 | 63.55 (7)  | 116.67 (11) |
| 10                | Valtter Virtanen      | Finlândia      | 173.36 | 58.22 (10) | 115.14 (12) |
| 11                | Simon Hocquaux        | França         | 172.81 | 54.65 (12) | 118.16 (10) |
| 12                | Slavik Hayrapetyan    | Armênia        | 169.53 | 57.43 (11) | 112.10 (14) |
| 13                | Lukas Britschgi       | Suíça          | 165.08 | 45.09 (16) | 119.99 (9)  |
| 14                | Daniel-Albert Naurits | Estônia        | 163.17 | 50.91 (13) | 112.26 (13) |
| 15                | Kwun Hung Leung       | Hong Kong      | 126.47 | 45.82 (15) | 80.65 (15)  |
| WD                | Yakau Zenko           | Bielorrússia   | —      | 49.52 (14) | — (WD)      |
| WD                | Alexander Maszljanko  | Hungria        | —      | 43.71 (17) | — (WD)      |
| WD                | Aleksandr Selevko     | Estônia        | —      | — (WD)     |             |

#### Individual feminino
| Pos.              | Nome                     | Nacionalidade    | Pontos | PC         | PL         |
| ----------------- | ------------------------ | ---------------- | ------ | ---------- | ---------- |
| Medalha de ouro   | Stanislava Konstantinova | Rússia           | 186.97 | 63.85 (1)  | 123.12 (1) |
| Medalha de prata  | Serafima Sakhanovich     | Rússia           | 177.35 | 60.78 (2)  | 116.57 (2) |
| Medalha de bronze | Bradie Tennell           | Estados Unidos   | 168.98 | 54.44 (8)  | 114.54 (3) |
| 4                 | Mariah Bell              | Estados Unidos   | 167.69 | 55.92 (6)  | 111.77 (4) |
| 5                 | Natalia Ogoreltseva      | Rússia           | 162.99 | 59.93 (3)  | 103.06 (6) |
| 6                 | Ivett Tóth               | Hungria          | 162.96 | 56.64 (4)  | 106.32 (5) |
| 7                 | Angelīna Kučvaļska       | Letônia          | 156.82 | 56.35 (5)  | 100.47 (8) |
| 8                 | Lutricia Bock            | Alemanha         | 153.19 | 50.34 (12) | 102.85 (7) |
| 9                 | Kerstin Frank            | Áustria          | 151.98 | 52.35 (10) | 99.63 (10) |
| 10                | Viveca Lindfors          | Finlândia        | 151.37 | 55.61 (7)  | 95.76 (11) |
| 11                | Choi Yu-Jin              | Coreia do Sul    | 150.31 | 50.51 (11) | 99.80 (9)  |
| 12                | Helery Hälvin            | Estônia          | 144.90 | 53.36 (9)  | 91.54 (12) |
| 13                | Maria Herceg             | Alemanha         | 131.65 | 50.04 (13) | 81.61 (16) |
| 14                | Gerli Liinamäe           | Estônia          | 129.47 | 46.62 (15) | 82.85 (14) |
| 15                | Elizaveta Ukolova        | República Tcheca | 128.98 | 48.89 (14) | 80.09 (17) |
| 16                | Kristina Škuleta-Gromova | Estônia          | 126.24 | 44.18 (16) | 82.06 (15) |
| 17                | Johanna Allik            | Estônia          | 121.85 | 38.49 (19) | 83.36 (13) |
| 18                | Julia Batori             | Hungria          | 105.39 | 41.45 (17) | 63.94 (20) |
| 19                | Inga Janulevičiūtė       | Lituânia         | 104.23 | 37.16 (20) | 67.07 (19) |
| 20                | Karoliina Luhtonen       | Finlândia        | 102.49 | 34.47 (23) | 68.02 (18) |
| 21                | Elżbieta Gabryszak       | Polônia          | 97.32  | 40.23 (18) | 57.09 (24) |
| 22                | Elizaveta Leonova        | Estônia          | 96.53  | 36.01 (22) | 60.52 (22) |
| 23                | Juni Marie Benjaminsen   | Noruega          | 95.63  | 37.00 (21) | 58.63 (23) |
| 24                | Alina Suponenko          | Bielorrússia     | 94.74  | 32.31 (24) | 62.43 (21) |
| 25                | Viltė Radzvilavičiūtė    | Lituânia         | 80.24  | 26.45 (25) | 53.79 (25) |

#### Duplas
| Pos.              | Nome                                      | Nacionalidade | Pontos | PC        | PL         |
| ----------------- | ----------------------------------------- | ------------- | ------ | --------- | ---------- |
| Medalha de ouro   | Alina Ustimkina / Nikita Volodin          | Rússia        | 167.78 | 65.64 (1) | 102.14 (2) |
| Medalha de prata  | Alisa Efimova / Alexander Korovin         | Rússia        | 160.68 | 57.62 (2) | 103.06 (1) |
| Medalha de bronze | Goda Butkutė / Nikita Ermolaev            | Lituânia      | 149.30 | 54.06 (3) | 95.24 (3)  |
| 4                 | Camille Mendoza / Pavel Kovalev           | França        | 141.87 | 50.76 (4) | 91.11 (4)  |
| 5                 | Arina Cherniavskaia / Evgeni Krasnopolski | Israel        | 131.22 | 44.98 (5) | 86.24 (5)  |

#### Dança no gelo
| Pos.              | Nome                                      | Nacionalidade  | Pontos | PC         | PL         |
| ----------------- | ----------------------------------------- | -------------- | ------ | ---------- | ---------- |
| Medalha de ouro   | Elena Ilinykh / Ruslan Zhiganshin         | Rússia         | 185.19 | 76.04 (1)  | 109.15 (1) |
| Medalha de prata  | Isabella Tobias / Ilia Tkachenko          | Israel         | 177.80 | 71.35 (2)  | 106.45 (2) |
| Medalha de bronze | Elliana Pogrebinsky / Alex Benoit         | Estados Unidos | 167.81 | 65.94 (4)  | 101.87 (3) |
| 4                 | Alisa Agafonova / Alper Uçar              | Turquia        | 163.00 | 67.51 (3)  | 95.49 (4)  |
| 5                 | Yura Min / Alexander Gamelin              | Coreia do Sul  | 151.35 | 59.22 (6)  | 92.13 (5)  |
| 6                 | Olga Jakushina / Andrei Nevskiy           | Letônia        | 150.81 | 60.51 (5)  | 90.30 (6)  |
| 7                 | Adelina Galyavieva / Laurent Abecassis    | França         | 144.25 | 56.43 (7)  | 87.82 (8)  |
| 8                 | Taylor Tran / Saulius Ambrulevičius       | Lituânia       | 143.30 | 54.90 (9)  | 88.40 (7)  |
| 9                 | Cecilia Törn / Jussiville Partanen        | Finlândia      | 141.90 | 55.70 (8)  | 86.20 (10) |
| 10                | Anastasia Galyeta / Avidan Brown          | Azerbaijão     | 141.12 | 54.53 (10) | 86.59 (9)  |
| 11                | Ludmila Sosnitskaya / Pavel Golovishnikov | Rússia         | 138.65 | 53.61 (12) | 85.04 (11) |
| 12                | Viktoria Kavaliova / Yurii Bieliaiev      | Bielorrússia   | 131.14 | 53.98 (11) | 77.16 (13) |
| 13                | Juulia Turkkila / Matthias Versluis       | Finlândia      | 128.39 | 50.55 (14) | 77.84 (12) |
| 14                | Victoria Manni / Carlo Röthlisberger      | Suíça          | 125.34 | 52.32 (13) | 73.02 (15) |
| 15                | Robynne Tweedale / Joseph Buckland        | Reino Unido    | 125.21 | 49.81 (15) | 75.40 (14) |
| 16                | Olga Bibihina / Daniil Zvorykin           | Rússia         | 118.58 | 47.63 (17) | 70.95 (16) |
| 17                | Katerina Bunina / German Frolov           | Estônia        | 116.27 | 45.35 (18) | 70.92 (17) |
| 18                | Adel Tankova / Ronald Zilberberg          | Israel         | 111.31 | 48.37 (16) | 62.94 (19) |
| 19                | Mathilde Harold / Mael Demougeot          | França         | 106.84 | 39.75 (21) | 67.09 (18) |
| 20                | Aurelia Ippolito / Malcolm Jones          | Letônia        | 102.83 | 40.68 (19) | 62.15 (20) |
| 21                | Marina Elias / Geido Kapp                 | Estônia        | 97.03  | 39.83 (20) | 57.20 (21) |

### Júnior

#### Individual masculino júnior
| Pos.              | Nome               | Nacionalidade    | Pontos | PC         | PL         |
| ----------------- | ------------------ | ---------------- | ------ | ---------- | ---------- |
| Medalha de ouro   | Matyas Belohradsky | República Tcheca | 176.67 | 60.18 (2)  | 116.49 (1) |
| Medalha de prata  | Thomas Stoll       | Alemanha         | 159.02 | 60.79 (1)  | 98.23 (2)  |
| Medalha de bronze | Nikita Starostin   | Rússia           | 142.16 | 48.52 (4)  | 93.64 (4)  |
| 4                 | Jegor Zelenjak     | Estônia          | 139.77 | 43.70 (6)  | 96.07 (3)  |
| 5                 | Danil Korenyuk     | Rússia           | 132.87 | 43.83 (5)  | 89.04 (6)  |
| 6                 | Kai Jagoda         | Alemanha         | 127.41 | 37.93 (10) | 89.48 (5)  |
| 7                 | Michel Tsiba       | Países Baixos    | 126.43 | 43.16 (8)  | 83.27 (7)  |
| 8                 | Mikael Nordeback   | Suécia           | 121.40 | 40.94 (9)  | 80.46 (8)  |
| 9                 | Mihhail Selevko    | Estônia          | 113.71 | 34.67 (11) | 79.04 (9)  |
| 10                | Xavier Vauclin     | França           | 111.83 | 43.22 (7)  | 68.61 (10) |
| WD                | Petr Gumennik      | Rússia           | —      | 51.14 (3)  | — (WD)     |
| WD                | Lauri Lankil       | Finlândia        | —      | 34.06 (12) | — (WD)     |

#### Individual feminino júnior
| Pos.              | Nome                   | Nacionalidade    | Pontos | PC         | PL         |
| ----------------- | ---------------------- | ---------------- | ------ | ---------- | ---------- |
| Medalha de ouro   | Alisa Fedichkina       | Rússia           | 193.83 | 68.27 (1)  | 125.56 (1) |
| Medalha de prata  | Elizaveta Nugumanova   | Rússia           | 188.22 | 65.30 (2)  | 122.92 (2) |
| Medalha de bronze | Dahyun Ko              | República Tcheca | 142.58 | 44.73 (8)  | 97.85 (3)  |
| 4                 | Seo Ye-Eun             | Coreia do Sul    | 137.96 | 44.47 (9)  | 93.49 (4)  |
| 5                 | Paige Conners          | Israel           | 131.29 | 48.86 (3)  | 82.43 (7)  |
| 6                 | Maiia Liashenko        | Rússia           | 129.36 | 48.61 (4)  | 80.75 (9)  |
| 7                 | Emma Kivioja           | Suécia           | 128.77 | 45.92 (6)  | 82.85 (5)  |
| 8                 | Calista Krass          | Estônia          | 127.06 | 44.36 (10) | 82.70 (6)  |
| 9                 | Nastasya Eremina       | Estônia          | 122.47 | 41.18 (14) | 81.29 (8)  |
| 10                | Aleksandra Chepeleva   | Bielorrússia     | 122.14 | 46.65 (5)  | 75.49 (11) |
| 11                | Cassandra Perotin      | França           | 119.43 | 45.04 (7)  | 74.39 (12) |
| 12                | Annely Vahi            | Estônia          | 118.55 | 39.99 (16) | 78.56 (10) |
| 13                | Greta Morkyte          | Lituânia         | 116.47 | 42.35 (11) | 74.12 (13) |
| 14                | Tina Leuenberger       | Suíça            | 111.50 | 38.24 (20) | 73.26 (14) |
| 15                | Cindy Xia              | Noruega          | 110.44 | 39.30 (17) | 71.14 (15) |
| 16                | Maria Saldakayeva      | Bielorrússia     | 110.09 | 41.99 (12) | 68.10 (16) |
| 17                | Darja Shatibelko       | Letônia          | 104.87 | 36.82 (22) | 68.05 (17) |
| 18                | Doris Louhikoski       | Finlândia        | 102.09 | 38.65 (19) | 63.44 (21) |
| 19                | Romy Schallert         | Áustria          | 100.93 | 41.42 (13) | 59.51 (24) |
| 20                | Jekaterina Rudneva     | Estônia          | 99.88  | 37.38 (21) | 62.50 (22) |
| 21                | Eva - Lotta Kiibus     | Estônia          | 99.08  | 40.15 (15) | 58.93 (25) |
| 22                | Anastasija Pavlovicha  | Letônia          | 97.93  | 33.51 (26) | 64.42 (19) |
| 23                | Andrea Lae             | Noruega          | 97.75  | 33.72 (25) | 64.03 (20) |
| 24                | Diana Kurbaka          | Letônia          | 96.40  | 36.22 (23) | 60.18 (23) |
| 25                | Yoon Seo-Young         | Coreia do Sul    | 96.16  | 28.83 (31) | 67.33 (18) |
| 26                | Viktorija Shitova      | Letônia          | 93.71  | 38.96 (18) | 54.75 (30) |
| 27                | Zeynep Dilruba Sanoglu | Turquia          | 90.20  | 31.58 (29) | 58.62 (26) |
| 28                | Darja Fjodorova        | Estônia          | 89.69  | 34.19 (24) | 55.50 (29) |
| 29                | Alisa Turchina         | Bielorrússia     | 89.53  | 32.92 (27) | 56.61 (27) |
| 30                | Heli Tammemägi         | Estônia          | 88.46  | 32.91 (28) | 55.55 (28) |
| 31                | Anastasija Korsakova   | Letônia          | 75.94  | 22.06 (32) | 53.88 (31) |
| 32                | Viola Sergejeva        | Estônia          | 74.58  | 30.92 (30) | 43.66 (32) |
| WD                | Agne Poskeviciute      | Lituânia         | —      | — (WD)     |            |
| WD                | Paulina Ramanauskaite  | Lituânia         | —      | — (WD)     |            |
| WD                | Daria Zainchkovskaya   | Rússia           | —      | — (WD)     |            |
| WD                | Guzide Irmak Bayir     | Turquia          | —      | — (WD)     |            |

#### Duplas
| Pos.             | Nome                                  | Nacionalidade | Pontos | PC        | PL        |
| ---------------- | ------------------------------------- | ------------- | ------ | --------- | --------- |
| Medalha de ouro  | Daria Kvartalova / Alexey Sviatchenko | Rússia        | 142.12 | 48.24 (1) | 93.88 (1) |
| Medalha de prata | Hailey Kops / Artem Tsoglin           | Israel        | 126.80 | 45.94 (2) | 80.86 (2) |

#### Dança no gelo júnior
| Pos.              | Nome                                                   | Nacionalidade | Pontos | PC         | PL         |
| ----------------- | ------------------------------------------------------ | ------------- | ------ | ---------- | ---------- |
| Medalha de ouro   | Anastasia Skoptsova / Kirill Aleshin                   | Rússia        | 149.40 | 62.74 (1)  | 86.66 (1)  |
| Medalha de prata  | Ksenia Konkina / Grigorii Yakushev                     | Rússia        | 144.04 | 57.64 (2)  | 86.40 (2)  |
| Medalha de bronze | Polina Ivanenko / Danil Karpov                         | Rússia        | 140.09 | 56.22 (4)  | 83.87 (3)  |
| 4                 | Ekaterina Kuznetsova / Dmitrii Parkhomenko             | Rússia        | 138.24 | 54.77 (5)  | 83.47 (4)  |
| 5                 | Viktoria Semenjuk / Artur Gruzdev                      | Estônia       | 131.95 | 54.08 (7)  | 77.87 (5)  |
| 6                 | Julia Tultseva / Anatoliy Belovodchenko                | Rússia        | 130.18 | 56.58 (3)  | 73.60 (6)  |
| 7                 | Sarah Marine Rouffanche / Geoffrey Brissaud            | França        | 124.73 | 54.26 (6)  | 70.47 (8)  |
| 8                 | Salome Abdedou / Dylan Antunes                         | França        | 122.71 | 50.71 (9)  | 72.00 (7)  |
| 9                 | Loicia Demougeot / Theo Le Mercier                     | França        | 121.82 | 52.25 (8)  | 69.57 (9)  |
| 10                | Shira Ichilov / Vadzim Davidovich                      | Israel        | 113.37 | 47.67 (10) | 65.70 (11) |
| 11                | Hanna Jakucs / Daniel Illes                            | Hungria       | 107.76 | 41.96 (11) | 65.80 (10) |
| 12                | Monica Lindfors / Juho Pirinen                         | Finlândia     | 100.37 | 41.30 (12) | 59.07 (13) |
| 13                | Mathilde Viard / Renand Manceaux                       | França        | 99.67  | 40.03 (14) | 59.64 (12) |
| 14                | Marie Dupayage / Thomas Nabais                         | França        | 94.88  | 40.72 (13) | 54.16 (14) |
| 15                | Chrystal Amandine Brissaud / James Vladimir Rouffanche | França        | 85.64  | 34.24 (15) | 51.40 (16) |
| 16                | Gioia Pucci / Kevin Ojala                              | Estônia       | 85.15  | 32.28 (16) | 52.87 (15) |
| WD                | Karyna Sidarenka / Maksim Elenich                      | Bielorrússia  | —      | — (WD)     |            |

### Noviço avançado

#### Individual masculino noviço avançado
| Pos.              | Nome               | Nacionalidade | Pontos | PC         | PL         |
| ----------------- | ------------------ | ------------- | ------ | ---------- | ---------- |
| Medalha de ouro   | Yudong Chen        | China         | 116.01 | 33.73 (5)  | 82.28 (1)  |
| Medalha de prata  | Shuai Fang         | China         | 111.18 | 35.88 (2)  | 75.30 (2)  |
| Medalha de bronze | Andreas Nordeback  | Suécia        | 104.79 | 36.75 (1)  | 68.04 (3)  |
| 4                 | Mikhail Ternovskii | Rússia        | 102.90 | 35.66 (3)  | 67.24 (4)  |
| 5                 | Kim Georg Pavlov   | Letônia       | 102.17 | 35.50 (4)  | 66.67 (5)  |
| 6                 | Zijian Wang        | China         | 89.80  | 28.51 (6)  | 61.29 (6)  |
| 7                 | Ivan Mikhaylov     | Estônia       | 71.93  | 25.42 (8)  | 46.51 (7)  |
| 8                 | Valentin Loskutov  | Rússia        | 70.46  | 27.94 (7)  | 42.52 (8)  |
| 9                 | Vladimir Taganov   | Estônia       | 65.78  | 24.56 (9)  | 41.22 (9)  |
| 10                | Daniil Bertsevits  | Estônia       | 52.47  | 22.10 (10) | 30.37 (10) |
| WD                | Nikita Starostin   | Rússia        | —      | — (WD)     |            |

#### Individual feminino noviço avançado
| Pos.              | Nome                         | Nacionalidade | Pontos | PC         | PL         |
| ----------------- | ---------------------------- | ------------- | ------ | ---------- | ---------- |
| Medalha de ouro   | Alena Kanysheva              | Rússia        | 134.18 | 45.34 (1)  | 88.84 (2)  |
| Medalha de prata  | You Young                    | Coreia do Sul | 126.89 | 36.49 (3)  | 90.40 (1)  |
| Medalha de bronze | Anna Kuzmenko                | Rússia        | 126.17 | 42.24 (2)  | 83.93 (3)  |
| 4                 | Vera Stolt                   | Finlândia     | 103.18 | 35.40 (4)  | 67.78 (4)  |
| 5                 | Yixuan Zhang                 | China         | 101.25 | 34.08 (6)  | 67.17 (5)  |
| 6                 | Alexandra Astafieva          | Rússia        | 100.02 | 34.86 (5)  | 65.16 (6)  |
| 7                 | Polina Andrejeva             | Letônia       | 93.29  | 32.01 (10) | 61.28 (7)  |
| 8                 | Anastasiia Krasavina         | Rússia        | 88.81  | 31.17 (12) | 57.64 (9)  |
| 9                 | Niina Petrokina              | Estônia       | 88.14  | 30.85 (13) | 57.29 (10) |
| 10                | Danning Liu                  | China         | 87.67  | 30.47 (15) | 57.20 (11) |
| 11                | Alva Eriksson                | Suécia        | 87.03  | 31.63 (11) | 55.40 (12) |
| 12                | Sophie Sprung                | França        | 85.43  | 33.24 (7)  | 52.19 (15) |
| 13                | Meichi Zhang                 | China         | 85.09  | 26.70 (24) | 58.39 (8)  |
| 14                | Alina Urushadze              | Letônia       | 83.60  | 33.00 (9)  | 50.60 (17) |
| 15                | Nataly Langerbaur            | Estônia       | 83.19  | 28.24 (18) | 54.95 (13) |
| 16                | Anna Karolina Izabel Ratsepp | Estônia       | 82.01  | 30.83 (14) | 51.18 (16) |
| 17                | Elizabete Pentjusha          | Letônia       | 80.21  | 27.94 (19) | 52.27 (14) |
| 18                | Marija Tsvetkova             | Estônia       | 78.93  | 29.27 (17) | 49.66 (18) |
| 19                | Karoliine Raudsepp           | Estônia       | 78.88  | 33.00 (8)  | 45.88 (24) |
| 20                | Mona Sofia Tahk              | Estônia       | 76.75  | 27.12 (21) | 49.63 (19) |
| 21                | Victoria Lass                | Estônia       | 76.74  | 27.70 (20) | 49.04 (20) |
| 22                | Matilda Lundin               | Suécia        | 76.56  | 29.52 (16) | 47.04 (23) |
| 23                | Marta Krista Zitare          | Letônia       | 74.76  | 26.76 (23) | 48.00 (21) |
| 24                | Kristina Stahhovskaja        | Estônia       | 71.78  | 25.90 (25) | 45.88 (25) |
| 25                | Jessika Louhelainen          | Finlândia     | 71.64  | 24.58 (30) | 47.06 (22) |
| 26                | Olesya Leonova               | Rússia        | 71.05  | 25.35 (27) | 45.70 (26) |
| 27                | Jekaterina Malashevitch      | Estônia       | 68.94  | 23.87 (33) | 45.07 (27) |
| 28                | Vera Vilen                   | Finlândia     | 67.92  | 24.14 (32) | 43.78 (29) |
| 29                | Annika Hovi                  | Finlândia     | 67.03  | 25.47 (26) | 41.56 (33) |
| 30                | Katlin Luht                  | Estônia       | 66.76  | 24.48 (31) | 42.28 (31) |
| 31                | Oda Gundersen                | Noruega       | 66.65  | 24.89 (28) | 41.76 (32) |
| 32                | Arina Somova                 | Letônia       | 65.63  | 26.86 (22) | 38.77 (38) |
| 33                | Frida Berge                  | Noruega       | 65.47  | 24.87 (29) | 40.60 (36) |
| 34                | Greta Marija Cugunovaite     | Lituânia      | 65.25  | 20.68 (42) | 44.57 (28) |
| 35                | Mia Piir                     | Estônia       | 64.58  | 21.34 (41) | 43.24 (30) |
| 36                | Anna Afonina                 | Estônia       | 64.53  | 23.81 (34) | 40.72 (35) |
| 37                | Anastassia Baranova          | Estônia       | 63.50  | 21.94 (40) | 41.56 (34) |
| 38                | Anastasia Anita Issajeva     | Estônia       | 61.75  | 23.22 (36) | 38.53 (39) |
| 39                | Eliza Lote Lapaine           | Letônia       | 60.80  | 22.84 (38) | 37.96 (40) |
| 40                | Beatrise Zorica              | Letônia       | 58.95  | 20.02 (43) | 38.93 (37) |
| 41                | Vilma Westermark             | Suécia        | 58.94  | 22.96 (37) | 35.98 (45) |
| 42                | Milana Sulemenkova           | Estônia       | 56.60  | 19.50 (46) | 37.10 (42) |
| 43                | Karmen Ivanova               | Estônia       | 56.56  | 19.82 (44) | 36.74 (43) |
| 44                | Isabella Salminheimo         | Finlândia     | 56.30  | 19.77 (45) | 36.53 (44) |
| 45                | Kristina Lonskaja            | Estônia       | 56.29  | 23.78 (35) | 32.51 (46) |
| 46                | Tatjana Titova               | Estônia       | 55.11  | 22.61 (39) | 32.50 (47) |
| 47                | Greete Jalast                | Estônia       | 50.96  | 13.02 (48) | 37.94 (41) |
| 48                | Aleksandra Meliss            | Estônia       | 47.65  | 17.56 (47) | 30.09 (48) |
| WD                | Darya Kapskaya               | Rússia        | —      | — (WD)     |            |
| WD                | Yana Brusilo                 | Rússia        | —      | — (WD)     |            |
| WD                | Anna Buiuk                   | Rússia        | —      | — (WD)     |            |
| WD                | Iana Gushchina               | Rússia        | —      | — (WD)     |            |
| WD                | Victoria Vasilyeva           | Rússia        | —      | — (WD)     |            |

#### Dança no gelo noviço avançado
| Pos.              | Nome                                         | Nacionalidade | Pontos | PK        | PB        | PL         |
| ----------------- | -------------------------------------------- | ------------- | ------ | --------- | --------- | ---------- |
| Medalha de ouro   | Julia Alieva / Mikhail Kaigorodtsev          | Rússia        | 85.87  | 14.99 (1) | 14.81 (1) | 85.87 (1)  |
| Medalha de prata  | Sofiia Aleksova / Maksemilian Dubov          | Rússia        | 71.93  | 12.22 (4) | 9.66 (6)  | 71.93 (2)  |
| Medalha de bronze | Aleksandra Samersova / Fedor Sharonov        | Rússia        | 71.80  | 12.92 (2) | 11.99 (4) | 71.80 (3)  |
| 4                 | Ksenia Davydova / Ivan Makhnonosov           | Rússia        | 71.38  | 12.67 (3) | 13.17 (2) | 69.53 (5)  |
| 5                 | Jessenia Tsenkman / Marko Jevgeni Gaidajenko | Estônia       | 69.53  | 11.38 (6) | 11.87 (5) | 71.38 (4)  |
| 6                 | Alisa Abdullina / Maxim Nuraliev             | Rússia        | 68.97  | 11.87 (5) | 12.43 (3) | 68.97 (6)  |
| 7                 | Maria Nekhaeva / Kirill Pakhverk             | Rússia        | 58.83  | 10.33 (7) | 7.93 (8)  | 58.83 (7)  |
| 8                 | Karoliina Sihvonen / Mirko Niskanen          | Finlândia     | 53.78  | 8.80 (8)  | 7.84 (9)  | 53.78 (8)  |
| 9                 | Sanni Rytkönen / Miitri Niskanen             | Finlândia     | 49.92  | 8.61 (9)  | 8.06 (7)  | 49.92 (9)  |
| 10                | Darja Netjaga / Artjom Nikokosev             | Estônia       | 41.99  | 7.42 (10) | 6.54 (10) | 41.99 (10) |
| WD                | Sofia Stoliarenko / Arten Stupin             | Rússia        | —      | — (WD)    |           |            |

## Quadro de medalhas
Sênior
| Ordem | País           | Medalha de ouro | Medalha de prata | Medalha de bronze |    | Ordem por total |
| ----- | -------------- | --------------- | ---------------- | ----------------- | -- | --------------- |
| 1     | Rússia         | 4               | 3                |                   | 7  | 1               |
| 2     | Israel         |                 | 1                |                   | 1  | 3               |
| 3     | Estados Unidos |                 |                  | 3                 | 3  | 2               |
| 4     | Lituânia       |                 |                  | 1                 | 1  | 3               |
| TOTAL | TOTAL          | 4               | 4                | 4                 | 12 | —               |

Geral
| Ordem | País             | Medalha de ouro | Medalha de prata | Medalha de bronze |    | Ordem por total |
| ----- | ---------------- | --------------- | ---------------- | ----------------- | -- | --------------- |
| 1     | Rússia           | 9               | 6                | 4                 | 19 | 1               |
| 2     | China            | 1               | 1                |                   | 2  | 3               |
| 3     | República Tcheca | 1               |                  | 1                 | 2  | 3               |
| 4     | Israel           |                 | 2                |                   | 2  | 3               |
| 5     | Alemanha         |                 | 1                |                   | 1  | 6               |
| 5     | Coreia do Sul    |                 | 1                |                   | 1  | 6               |
| 7     | Estados Unidos   |                 |                  | 3                 | 3  | 2               |
| 8     | Lituânia         |                 |                  | 1                 | 1  | 6               |
| 8     | Suécia           |                 |                  | 1                 | 1  | 6               |
| TOTAL | TOTAL            | 11              | 11               | 10                | 32 | —               |